# Dreamland Egypt Classic
Dreamland Egypt Classic — женский профессиональный теннисный турнир, проходивший на грунтовых кортах в пригороде Каира (Египет), первый турнир WTA как в Египте, так и на всём Ближнем Востоке. Соревнование относилось к III категории турниров WTA и прошло только один раз, в апреле 1999 года при участии 30 теннисисток в одиночном разряде и 16 пар и призовом фонде в размере 180 тысяч долларов.

## Турнир 1999 года
Турнир планировалось проводить на протяжении пяти лет, но он состоялся только в 1999 году. В единственный год проведения турнира его игры проходили на кортах теннисно-гольфого курорта Dreamland в пригороде Каира Медина-Ситтат-Октобер. Как сообщала газета New York Times, качество кортов было низким, поверхность неровной, и к тому же участницам приходилось приспосабливаться к сильным ветрам. 
Испанская теннисистка Аранча Санчес-Викарио выиграла турнир как в одиночном разряде (её первый титул почти за год, после победы в Открытом чемпионате Франции 1998 года), так и в парах. При этом в обоих финалах ей противостояла румынка Ирина Спырля. Из-за недоразумения турнир потерял одну из самых именитых участниц: Наталья Зверева, первая ракетка мира в парном разряде и 17-я в одиночном, собиралась участвовать в соревнованиях как в одиночном разряде, так и в парах, но в итоге оказалась записана только в сетку в одиночном разряде, где проиграла в первом же круге.

## Финалы турнира

### Одиночный разряд
| Год  | Победительница        | Финалистка   | Счёт в финале |
| ---- | --------------------- | ------------ | ------------- |
| 1999 | Аранча Санчес-Викарио | Ирина Спырля | 6-1, 6-0      |

### Парный разряд
| Год  | Победительницы                      | Финалистки               | Счёт в финале |
| ---- | ----------------------------------- | ------------------------ | ------------- |
| 1999 | Лоранс Куртуа Аранча Санчес-Викарио | Каролин Вис Ирина Спырля | 5-7, 6-2, 7-6 |